# 丹尼·米勒
丹尼·米勒（英語：Daniel Benedict "Danny" Miller；1991年1月2日—）是英國的一位演員。他最著名的作品是在獨立電視台肥皂劇愛默戴爾中飾演Aaron Dingle。米勒首次在電視劇中擔任主演是在2007年。

## 外部連結
- Danny Miller在互联网电影资料库（IMDb）上的資料（英文）
- Emmerdale | Characters – Aaron Livesy (Danny Miller) itv.com
- Emmerdale | Storylines – Aaron and Jackson itv.com